# Chojuro
Chojuro también denominada como Naschi Chojuro  es un cultivar de cuello corto de pera asiática. Pera variedad cultivada (cultivar) de pera perteneciente al grupo de los perales asiáticos, con una temporada de maduración tardía (variedad de invierno).
Muy buena manzana de mesa, y de uso en repostería.

## Sinonimia
- "Naschi Chojuro",
- "ナスチ長十郎".Japón

## Historia
Una variedad muy antigua, obtención en 1895 por Chojuro Toma como una plántula accidental de pera china en Kawasaki, Japón. Introducido en EE. UU. en 1939 y en Australia en 1980. Ha sido mejorada y la variedad Chojuro es resultado de la hibridación de 'Johantorp' x 'Doyenné du Comice'.
Está muy extendida en todo el mundo y se puede encontrar en todos los países donde se pueden cultivar perales orientales.
En muchos países occidentales tiene poca importancia, se encuentra como cultivo amateur, al igual que otras variedades de este grupo

## Morfología
'Chojuro' es un árbol que crece con un vigor moderado. Crea una corona extendida con clara tendencia a espesarse. Los brotes son finos, ligeramente brillantes, de color marrón claro con una ligera decoloración rojiza. Da frutos tanto en brotes cortos como largos.
'Chojuro' produce fruta de tamaño mediano (130-180 g), de forma esférica o esférica aplanada con apariencia de manzana. La piel es áspera, seca, fina pero fuerte. El color de la piel es inicialmente marrón verdoso, pero después de madurar es marrón, sin rubor. En la superficie del fruto son claramente visibles lenticelas bastante grandes de color crema. El pedúnculo, bastante largo, está situado en una depresión poco profunda. El hueco del cáliz es poco profundo y carece de cáliz. La pulpa es de color blanco amarillento, dulce, dura, medio jugosa y aromática. El fruto contiene células de piedra.

## Características
La pera 'Chojuro' cultivada comienza a dar frutos temprano, generalmente de dos a cuatro años después de la siembra.
Produce muy abundantemente y todos los años. Se obtiene una fructificación muy abundante mediante polinización cruzada con otras variedades.
Para obtener fruta de alta calidad es necesario aclararla. Es una de las pocas variedades de perales orientales que se pueden cultivar en huertos comerciales en Polonia.

## Cultivo
La variedad se puede cultivar sobre portainjertos generativos. Muchas experiencias demuestran que las plántulas de pera con hojas de abedul son las mejores, aunque también se pueden utilizar plántulas de pera de frutos pequeños o plántulas de pera del Cáucaso, que se utilizan con mayor frecuencia en Polonia. 
'Chojuro', una variedad asiática, se caracteriza por una alta tolerancia a las heladas. En Estados Unidos y Canadá se planta en zonas donde las temperaturas bajan a -25 °C.
Es una variedad resistente a la sarna del peral, aunque relativamente sensible a la niebla del peral y del manzano. Cosecha y almacenamiento: En las condiciones polacas, dependiendo de la región y las condiciones climáticas, la madurez de la cosecha se alcanza aproximadamente entre el 20 de septiembre y mediados de octubre. Se conserva bastante bien, en una cámara frigorífica normal se puede conservar hasta finales de enero. Dos meses más en cámara frigorífica de atmósfera controlada. La temperatura óptima de almacenamiento es –1 °C. Es bueno consumirlo después de al menos dos semanas de almacenamiento.